# 基因工程历史
人工定向基因修饰的历史可追溯至公元前12,000年人类驯化作物开始。而用基因工程——将DNA从一种生物直接转移到另一种生物则直到1973年才由赫伯特·博耶和斯坦利·諾曼·科恩首次完成。科学家现在可以操纵基因并将它们添加到各种生物中去，诱导出不同的效应。从1976年开始，随着一些公司开始生产销售基因改造食物和药物，这种技术走向商业化。 

## 农业
人类第一次操纵基因是在通过人工选择来驯化植物和动物的过程中发生的。狗被认为是被驯化的第一种动物，最有可能是由灰狼驯化而来，其化石证据可以追溯到大约12 000 BC。 在史前时期被驯化的食肉动物还包括猫和臭鼬。 羊和山羊在约前8 000年的新月沃地被驯化，而猪在约前7 000年的中国，牦牛在约前5 000年的西藏，马匹在约前4 000年的东欧出现。 首先被驯养的鸟是原鸽，出现在约前3 000年的希腊，埃及和美索不达米亚；首先被驯养的鱼可能是鲤鱼，在约前1 000年的中国作为食物养殖。
植物驯化的首个证据来自发现于西南亚新石器时代村庄的二粒小麦和一粒小麦，可追溯至前10 500 〜10 100年。西亚，埃及和印度的新月沃地是最早有计划地播种和收获原本丛生在野外的植物的地方。在中国北部和南部，非洲的萨赫勒地区，新几内亚和美洲的一些地区也有各自独立的农业发展。公元前7000年的新石器时代，8种最早的作物（二粒小麦，一粒小麦，大麦，豌豆，扁豆，苦豌豆，鹰嘴豆和亚麻）全都出现了。园艺第一次出现在地中海东部地区，约前6 800 〜6 300年的红铜时代 。由于软组织难以保留，史前蔬菜的考古证据是稀缺的。最早的蔬菜遗体已经在可追溯到公元前2千年的埃及洞穴中被发现。
对驯养植物的选择性培育曾经是早期农民改造生物以满足他们的需求的主要途径。查尔斯·达尔文描述的三种选择：定向选择（选择一些预先确定的特性时） ，无意识选择（选择一个特征，只是因为它是可取的）和自然选择（当一个特点有助于有机体生存的更好的传递）早期的繁育依赖于无意识选择和自然选择。定向选择如何推出是未知的。驯养植物的共同特征包括谷物未打碎以使用户更容易收获、统一的成熟时期、较短的寿命（并转化为更快的成长）、有毒化合物的损失，以及生产力的提高。有些植物，如香蕉，能以无性繁殖。后代往往不包含种子，因此不育。然而，这些后代通常是多汁且更大。通过克隆繁殖可以培育这些突变品种，尽管他们缺乏种子。
杂交是另一种为植物引入外观的迅速变化的方式。它往往增加植物的活力，并把理想性状结合在一起。杂交最有可能在人类首先把相似，但略有不同的植物种在一起时第一次发生。 在烤面包中使用的小麦(Triticum aestivum)是一种异源多倍体生物。它的产生是两个独立的杂交事件的结果。
X射线于1927年开始被用来刻意变异植物。1927年至2007年，超过2,540个遗传突变植物品种是使用X射线来进行生产的。

## 遗传学
对各种基因的发掘已在基因工程的发展成为必不可少的工作。孟德尔于1865年在豌豆杂交实验中首次发现了遗传因子的遗传规律。虽然被忽视了34年，他提供了基因分离和自由组合的首个证据。在1889年胡戈·德弗里斯想出了一个名字“(pan)gene”来命名假设的负责遗传性状的粒子(源自希腊语“整体”和“成因”，gene的中译即基因)；而术语“遗传学(genetics)”于1905年被威廉·贝特森创造了出来。 在1928年弗雷德里克·格里菲斯的实验证实了遗传中“转化作用”的存在，而之后Avery、MacLeod和McCarty（ 1944年）确定这是DNA引起的结果。爱德华·劳里·塔特姆和乔治·韦尔斯·比德尔于1941年提出中心法则，即“基因编码蛋白质”。 DNA的双螺旋结构被确定由詹姆斯·沃森和弗朗西斯·克里克在1953年。DNA的双螺旋结构在1953年由詹姆斯·沃森和弗朗西斯·克里克确定。
在发现DNA是如何工作的同时，操纵DNA的工具也得到了发展。1970年，汉密尔顿·史密斯的实验室发现了限制酶，允许DNA在特定的地方被切割以便用凝胶电泳分离出来。这使科学家能够从一个生物体的基因组中分离出基因。加上已经于1967年被发现DNA连接酶，就有可能“剪切和粘贴”DNA序列结合建立重组DNA。质粒，发现于1952年，成为为细胞之间传递遗传信息和复制DNA序列的重要工具。弗雷德里克·桑格在1977年开发出DNA测序的方法，大大增加提供给研究人员的信息。聚合酶链反应（PCR） ，由凯利·穆利斯在1983年开发，允许DNA的小部分被拷贝放大和计算机辅助鉴定的遗传物质和隔离。
操纵DNA技术被开发的同时，DNA插入（称为转化）基因组的技术也被引入。格里菲思实验已经表明，一些细菌在自然条件下就有摄取并表达外源DNA的活化能力。大肠杆菌（E.coli）的人工活化在1970年的时候由Morton Mandel和Akiko Higa完成：在氯化钙溶液（CaCl2）条件下大肠杆菌可以并入λ噬菌体的基因组。两年后，斯坦利·科恩表明，给予CaCl2也是有效的质粒DNA的人工转化条件。利用电穿孔进行转化是在20世纪80年代后期发展的，它提高了转化效率和宿主细菌的选择范围。一种造成植物肿瘤的细菌，农杆菌（Agrobacterium tumefaciens），在1907年被发现；在70年代初期它的Ti质粒经研究被认为是肿瘤诱导剂。通过消除质粒中导致肿瘤的基因和加入新基因，研究人员能够用农杆菌感染植物，让细菌将他们所选择的DNA加入植物的基因组中。

## 早期的基因改造生物
1972年，保罗·伯格利用限制性内切酶和DNA连接酶，结合猴病毒SV40和λ噬菌体的DNA，创建了第一个重组DNA分子。赫伯特·博耶和斯坦利·科恩把伯格的工作进了一步，将重组DNA导入细菌细胞。科恩是研究质粒，而博耶的工作包括限制性内切酶。他们认识到他们工作的互补性，并于1972年联手。他们一起发现的一种限制酶切割质粒pSC101的单个位点，并能插入赋予其抗卡那霉素抗生素性质的基因入切割出的间隙并连接。科恩此前曾设计了一种方法，使细菌可以被诱导摄入质粒。使用此法，他们能够创造一种细菌，在卡那霉素存在的条件下活了下来。这就是首个接受遗传修饰的生物体。他们反复实验表明质粒上的其他基因也可以在细菌中表达，其中包括从非洲爪蟾上提取的，这也是首个跨界的转化。

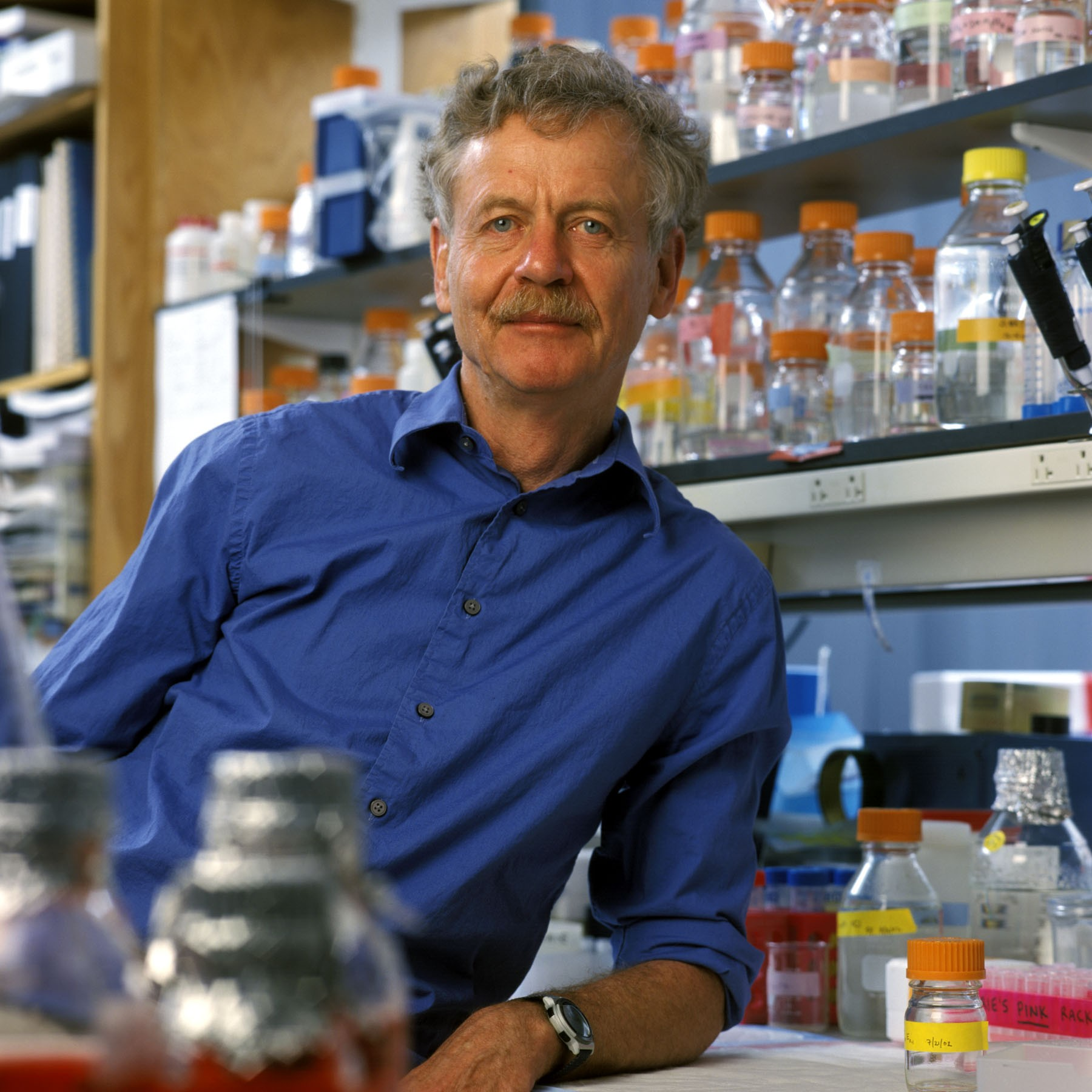
1973年鲁道夫詹尼士创建的第一个转基因动物。

1973年鲁道夫·耶尼施通过引入外源DNA进入胚胎，使得它创造了一个转基因小鼠——世界上第一个转基因动物。詹尼士正在研究感染猿猴空泡病毒40 （SV40）的哺乳动物细胞时，他偶然读到Beatrice Mintz描述的嵌合体小鼠的产生。他把他的SV40样品带到Mintz的实验室，并注射到小鼠的早期胚胎中，期待肿瘤发展。小鼠外表正常，但使用放射性探针后，他发现该病毒基因已整合到小鼠的基因组中然而，小鼠被转入的基因并没有传递给自己的后代。 1981年Frank Ruddle, Frank Constantini 和Elizabeth Lacy的实验室将纯化的DNA导入单细胞小鼠胚胎，使转入的基因传递到小鼠的后代。
被首个报道进行遗传修饰的植物是1983年的烟草它是由克尔·贝文、理查德·弗拉维尔和玛丽 - 戴尔奇尔顿首创的：通过创建一个嵌合基因，结合抗生素抗性基因和农杆菌的Ti质粒。烟草被用该质粒转化的农杆菌感染，嵌合基因随之被插入到植物的基因组。通过组织培养技术，被抗生素选择、含有该基因的单一烟草细胞生长为新植株。

### 对转基因技术发明者的承认
2013年6月19日转基因技术发明团队的带头人被授予世界粮食奖，三个相互竞争的队伍在1983年1月首次提出他们的结果：孟山都的罗伯特·傅瑞磊、比利时根特大学学者、植物基因系统公司和CropDesign公司的创始人马克·范·蒙塔古，以及隶属于华盛顿大学和先正达公司的玛丽 - 戴尔奇尔顿圣路易斯。25万美元的奖金，是颁发给改善世界食品的“质量，数量或可获取性”的人。

## 监管
基因工程技术的发展在科学界引起了对潜在风险的担忧。关于基因工程的监管框架的建立始于1975年，在加利福尼亚州的阿西罗马。阿西罗马会议提出了一套关于谨慎使用重组技术和从该技术所产生的产品的指导方针。阿西洛马会议提出的建议是自愿遵守的，但在1976年美国卫生研究所（NIH）成立了一个重组DNA咨询委员会随后其他监管办公室建立（美国农业部（USDA），美国环境保护署（EPA）和美国食品及药物管理局（FDA）），有效地使在美国所有的重组DNA研究受到严格的监管。1982年，经济合作与发展组织（OECD）发布的一份报告称存在释放转基因生物进入环境的潜在危害，因为当时正在开发第一个转基因植物。随着技术的改进和接受基因改造的生物从模式生物转移到潜在的商业产品，美国在科学技术办公室（OSTP）下成立了一个委员会，建立机制规范发展中的转基因技术。1986年OSTP给USDA、FDA和EPA分配了美国境内基因改造植物的批准权。在20世纪80年代末90年代初，包括粮农组织和世卫组织在内，许多组织提出了评估基因改造食物安全性的方针。

## 进一步工作
携带经拷贝的癌基因的遗传修饰小鼠于1984年被培育出，用来诱发它们的癌症。遗传修饰技术也被用来进行小鼠基因敲除。第一次有记载的基因敲除小鼠是由马里奥·卡佩奇，马丁·埃文斯和奥利弗•史密斯于1989年培育的。它们被用来研究各个基因的功能，是研究人类疾病的有用模型。1992年制造出敲除肿瘤抑制基因产生的癌症小鼠。制造基因敲除大鼠更加困难，直到2003年才实现
因为并非所有的植物细胞都易受根癌农杆菌感染，所以其它方法被开发，包括电穿孔，微注射和用基因枪进行粒子轰击（发明于1987）
为了使基因被纳入每个细胞，必须进行植物组织培养。组织培养系统，必须针对每一个植物物种开发，其中一些比另一些更容易。方法已经被发展，例如使用真空渗入（1993），或仅仅浸渍农杆菌溶液（2008）的拟南芥(Arabidopsis thaliana)花可制备转基因种子。在20世纪80年代新技术被开发出来，用来将分离叶绿体导入去壁植物细胞。与1987年推出的基因枪结合就可以通过将外源基因整合到叶绿体来实现转基因。
基因工程已经被用于生产蛋白质，那些通常不能化学合成，而是来自于人类和其它生物来源的蛋白质。利用细菌合成人胰岛素在1979年被首创，第一次在1982年被用来治疗。1988年第一次利用植物生产人类抗体。1997年出于提取，净化和销售它的目的，抗生物素蛋白，一种鸡蛋蛋白，首次在植物中被表达。第一种转基因家畜于1985年通过微注射外源DNA入兔，羊，猪的卵产生。第一种被用来在它们的乳汁中合成蛋白质的转基因动物是老鼠，以生产人类组织型纤溶酶原激活剂该技术现在已经应用到羊，猪，牛和其他家畜。
随着microRNA在1993年被发现利用RNA干扰来沉默生物内源性基因变得可能。克雷格·梅洛和安德鲁·法厄在1998年发现了通过注射双链RNA进入秀丽隐杆线虫(C. elegans)可以达到沉默的效果。利用基因工程，microRNA可以长期地，永久地沉默靶基因。在2002年，稳定的基因沉默在单个哺乳动物细胞中被诱导在2005年，完成了在整个小鼠层次完成沉默在2007年发表的论文中，昆虫和线虫的基因形成的microRNA被放进植物，导致摄入的转基因植物的害虫基因沉默。

## 商业化
1976年基因泰克，第一个基因工程公司由赫伯特·博耶和罗伯特·斯旺森成立，一年后该公司开始在大肠杆菌中生产人类蛋白质（生长抑素） 。基因泰克公司在1978年宣布生产人胰岛素。在1980年，美国最高法院在戴蒙德诉查克拉巴蒂案一案中裁定，基因改造的生物可以申请专利。由细菌产生的胰岛素，商标名药用胰岛素，于1982年被美国食品和药物管理局批准。在1983年，一家生物技术公司，“高级遗传科学”（AGS）申请在美国政府授权下进行“冰-”丁香假單胞菌细菌的田间试验，以保护农作物免于霜冻，但环保团体和示威者的法律挑战推迟了田间试验四年之久。1987年，“冰-”丁香假單胞菌成为第一个被释放到环境中的转基因生物，被喷在了加州草莓场和马铃薯田地上。兩片試驗田俱在實驗前夕遭到示威者破壞。BBC描述此事為「史上第一片試驗田遇到史上第一批破壞者」。
转基因植物的首次田间试验在法国和美国于1986年进行，试验对象是耐除草剂烟草。中华人民共和国是首个商业化的转基因植物的国家，于1992年引入抗病毒烟草。1994年Calgene公司获得批准商业化Flavr SAVR番茄，一种被设计有较长保质期的番茄。 1994年，欧盟批准了耐除草剂溴苯腈的烟草，使得它成为第一个在欧洲商业化的基因工程作物。1995年，转Bt基因马铃薯在被美国FDA批准之后，被美国安全环境保护局批准，成为在美国首个自产农药的作物。到2010年，按照ISAAA年度简报： “虽然只有29个国家（或地区，下同）在2010年商业化种植转基因作物，但加上另外的31个国家，自从1996年以来，共计60个国家已授予监管机构批准转基因作物作为进口食品和饲料使用和释放到环境的权力....共有1,045批文，授权针对25种植物的196个案例。（注：一个“案例”是对一个特定物种的特定基因改造）。因此，在60个国家中，转基因作物已被接受进口作为食品和饲料使用和释放到环境中：包括主要的粮食进口国，如（不种植转基因作物的）日本。已批准转基因作物的60个国家中，美国的批文位列榜首，其次是日本，加拿大，墨西哥，韩国，澳大利亚，菲律宾，新西兰，欧盟，台湾。玉米获得的批准最多（65），其次是棉（39），油菜（15），马铃薯和大豆（各14）。在大多数国家，获批最多的案例是耐除草剂大豆（GTS-40-3-2），共25项批文（欧盟的27项计为1项），其次是抗虫玉米MON810（23项批文），耐除草剂玉米NK603（22）和抗虫棉MON1445（14）。”

## 反对
对基因工程的利用，支持和反对的声音从技术被开发之初就存在了。在Árpád Pusztai发表了他1998年的研究后，公众对基因改造食物的反对有所增加

## 相关传记
- 《Domestication of Plants in the Old World: The origin and spread of plants in the old world》在Google Books的內容。
- 《Domestication》在Google Books的內容。